# 觀稼亭
觀稼亭是一所古老的韩屋，位于韩国庆尚南道慶州市江東面慶州良洞民俗村。它是朝鲜成宗时期官员孫仲暾的居所。这座韩屋被视为一个研究朝鲜王朝中期建筑的好例子，为寶物442号。